# Biting Elbows
Biting Elbows é uma banda de indie rock russo que foi formada em 2008, em Moscou.
Em 2012, eles realizaram um álbum juntamente com Guns N' Roses e Placebo.
É mais conhecida pelas músicas "The Stampede" e "Bad Motherfucker" cujos clipes dirigidos por Ilya Naishuller, se tornaram virais na internet por conta de seus efeitos especiais e de sua violência.
Em meados de 2014, iniciaram a produção do filme Hardcore, com o diretor sul-africano Sharlto Copley, prometendo voltar as atividades da banda em 2015, lançando um novo álbum.